# MacGuffin
MacGuffin je izraz, ki ga je izoblikoval Alfred Hitchcock. Z njim označuje naključne objekte ali osebe, katerih edina naloga v filmu je, da vodijo zgodbo; MacGuffini so sami po sebi nezanimivi in skoraj »prazni« objekti/subjekti. Predvsem v kriminalkah in srhljivkah je MacGuffin, poleg klasičnega Whodunit (mrzlično iskanje storilca), razširjeno sredstvo za vzdrževanje napetosti skozi film.
Tipični MacGuffin je na primer dokument (s tajno formulo, pomembnimi podatki ali informacijami o ilegalnih poslih), ki se znajde v rokah bolj ali manj nevpletene osebe. Ali pa torba z izkupičkom ropa banke. Za zgodbo je točna vsebina dokumenta ali količina denarja v torbi skorajda nepomembna. Zgodba se osredotoči na odnos med lovcem in njegovim plenom, ki je posledica menjave lastnika MacGuffina. To povzroči dramatične situacije, pri katerih se gledalec poistoveti z lovljenim.

## Primeri MacGuffina
- kovček v Šundu (Pulp Fiction). Sicer sproži vse dogajanje, toda gledalec nikoli ne izve nič o njegovi vsebini.

V nekem govoru je Alfred Hitchcock leta 1939 definiral MacGuffin s sledečim primerom: »Dva Škota se peljeta v vlaku in prvi vpraša drugega kakšno prtljago ima. ‚Oh, to je MacGuffin.‘ ‚Kaj je MacGuffin?‘ ‚MacGuffin je sredstvo za poboj levov na pobočjih.‘ ‚Toda saj tam ni levov.‘ ‚No, potemtakem torej to tudi ni MacGuffin.‘«
Slavoj Žižek označuje prstan v operi Richarda Wagnerja Nibelunški prstan kot »največji MacGuffin vseh časov« ter ga ima za primer za t. i. Objekt mali a iz lacanovske psihoanalize.